# 시드니 박
시드니 박(Sydney Park, 1997년 10월 31일 ~ )은 미국의 배우이다. 아버지는 한국계 미국인이고 어머니는 아프리카계 미국인으로 혼혈아다. 디즈니 채널 시트콤 《댓츠 소 레이븐》에 출연하였다.

## 출연 작품
- 위시 어폰
- 알타 록
- 산타클라리타 다이어트